# Amt Sobbowitz
Das Amt Sobbowitz war ein preußisches Amt in Westpreußen mit Sitz in Sobbowitz.

## Geschichte
Mit der Ersten Polnischen Teilung 1772 war Pommerellen zu Preußen gekommen. Für die Verwaltung wurde das Domänenamt Sobbowitz im Kreis Dirschau gebildet, für die Rechtsprechung das Justizamt Sobbowitz im Sprengel der Westpreußischen Regierung.
1802 ging die Rechtsprechung auf das neu gebildete Land- und Stadtgericht Dirschau über.

## Umfang
Das Amt Sobbowitz bestand aus einem verpachteten Vorwerken, fünf verpachteten Orten und 15 Orten mit 414 Feuerstellen. Größere Orte waren neben dem Vorwerk Sobbowitz noch Garczau, Groß Trampken, Kladau, Rosenberg, Langenau, Schönwarling und Krams.